# Epoptes
Epoptes (que en griego antiguo significa «supervisor») es una aplicación de software libre de gestión y monitorización de aulas de ordenadores, usada especialmente en la enseñanza, ya que permite a un profesor tomar el control del aula para realizar demostraciones a los estudiantes. Está disponible para el sistema operativo Linux.

## Instalación
Consta de una versión para el ordenador maestro (epoptes) y otra para el ordenador cliente o del alumno (epoptes-client). Una vez instaladas ambas versiones, los ordenadores de alumno deben obtener un certificado de autenticidad del ordenador maestro.

## Privacidad
Dado que con este tipo de programa el profesor puede «revisar» la actividad del alumno, y leer las comunicaciones privadas de éste, antes de usar este programa, se debe avisar al usuario de que el ordenador no debe usarse para comunicaciones personales y de que puede ser monitorizado.

## Características
Epoptes ha sido diseñado para su uso en las escuelas y empresas. Ofrece muchas oportunidades para los maestros, tales como:
- Ver lo que sucede en el equipo del alumno, utilizando el modo de vista previa y se pueden hacer capturas de pantalla.
- Tomar el control remoto del ordenador para ayudar al estudiante.
- Ver una demostración en vivo (ya sea en pantalla completa o en una ventana) de la pantalla del profesor en todas las computadoras de los estudiantes.
- Bloquear el ordenador para centrar la atención en el profesor.
- Apagar y reiniciar los equipos a distancia.